# Фрайштатт
Фрайштатт (нем. Freistatt) — община в Германии, в земле Нижняя Саксония.
Входит в состав района Дипхольц. Подчиняется управлению Кирхдорф. Население составляет 1012 человек (на 31 декабря 2010 года). Занимает площадь 12,53 км².
Коммуна подразделяется на 2 сельских округа.
| Год  | Население |
| ---- | --------- |
| 1990 | 720       |
| 1995 | 805       |
| 2000 | 751       |
| 2005 | 937       |
| 2010 | 1021      |